# Quiz Me Quick
Quiz Me Quick is een fictiereeks voor de Vlaamse televisiezender Eén, in coproductie met het digitale kanaal PRIME Series. De serie ging daar in première op 29 april 2012; op 21 oktober 2012 startte hij op Eén.

## Verhaal
Vijf totaal uiteenlopende karakters raken toevallig in dezelfde caféquiz verzeild. Wanneer ze die bijna winnen, ontstaat de drang naar meer. Ze willen deelnemen aan dé quiz der quizzen, de Superprestige, maar daarvoor moeten ze heel wat persoonlijke hindernissen zien te overwinnen.

## Rolverdeling

### Hoofdrollen
| Acteur           | Personage           | Opmerkingen |
| ---------------- | ------------------- | --- |
| Wietse Tanghe    | Nick Van Loo        | Deze jonge knaap van 12 stielen en 13 ongelukken probeert al maanden tevergeefs aan een job te komen. Hoewel hij in het bezit is van een koksdiploma, werkt hij als koerier bij een Japans restaurant. Nick kan aan een ongelooflijk tempo (nutteloze) weetjes opslaan in zijn geheugen. Samen met zijn vriendin Cynthia woont hij op de derde verdieping in het stadscentrum. Hij is de drijfveer achter het team en komt met het plan op de proppen om deel te nemen aan de Superprestige.                    |
| Dirk Van Dijck   | Roger Sterckx       | De slimmerik van de groep. Door zijn nors en afstandelijk gedrag maakt hij op het eerste gezicht geen goede indruk, maar met zijn kennis, inzicht en ervaring in de quiz-wereld weet hij toch sympathie op te wekken bij zijn ploeggenoten. Ondanks zijn gigantische kennis is hij er toch in geslaagd om de grootste blunder uit de Vlaamse quiz-geschiedenis op zijn naam te zetten, wat hem uiteindelijk de bijnaam 'het paard van Parijs' heeft opgeleverd.                                                 |
| Jos Verbist      | Armand De La Ruelle | Armand is het buitenbeentje van de groep. Hij omschrijft zichzelf graag als het 'Duiveltje-weet-al'. Deze voormalige leraar - voornamelijk geschiedenis over Grieken en Romeinen - heeft door enkele tragische gebeurtenissen in het verleden een drankverslaving ontwikkeld. Hij heeft het respect van zijn collega's verloren, maar wordt nog steeds gewaardeerd door de leerlingen op het College. Hij heeft het hart op de juiste plaats, maar slaat soms, mede door zijn alcoholgebruik, de bal flink mis. |
| Tom Audenaert    | Luc Auwerckx        | Getrouwd met Gwendy, vader van 3 kinderen en eigenaar van een klassieke fotozaak. Hij heeft zijn carrière als voetballer opgegeven om de zaak van zijn (blinde) vader over te nemen. In zijn vrije tijd traint hij de miniemen waar hij het grootste respect krijgt. Het voetbal in combinatie met zijn nieuwe hobby, het quizzen, zorgt vaak voor spanningen in zijn huishouden. Zijn kennisgebied is sport.                                                                                                   |
| Pieter Piron     | Lennon              | De licht mentaal gehandicapte Lennon werkt in een beschutte werkplaats waar het leven hem zuur wordt gemaakt door zijn ploegbaas, Benny. Gelukkig kan hij veel steun vinden bij zijn collega Iris. Hij woont in café Vademecum bij cafébaas Louis en diens dochter Sofie, met wie hij een hechte vriendschapsband heeft opgebouwd. Hij weet zowat alles van muziek en film. |
| Liesa Naert      | Cynthia Moons       | Kapster van beroep. Eerst in dienstverband, later in haar eigen zaak waar ze zowel mensen als honden kapt. Ze is stapelverliefd op Nick, maar ook de enige kostwinner. Ze aarzelt niet om Nick op zijn plaats te zetten en hem te wijzen op het feit dat hij al maanden zonder inkomen zit. |
| Tine Embrechts   | Gwendy              | De vrouw van Luc en geen katje om zonder handschoenen aan te pakken. Ze laat zich door niets of niemand doen en drijft met een ijzeren vuist haar wil door. Hierdoor krijgt ze veel respect van haar omgeving. Ondanks haar harde karakter is ze ook een tedere moeder, vrouw en vriendin. |
| Clara Cleymans   | Monica              | De knappe Monica brengt het hoofd van 'Nick-Nack' helemaal op hol. Ze is een doordrijver die altijd zal krijgen wat ze wil. Ze deinst er ook niet voor terug om smerige spelletjes te spelen. Ze is de kleindochter van Raymond, die Tafel 7 flink heeft geholpen met de voorbereiding van de Superprestige. |
| Rilke Eyckermans | Tamara              | De ietwat naïeve collega van Cynthia. Ze is ook kapster van beroep en flirt met elke knappe man die haar pad kruist. |
| Kevin Janssens   | Mario               | De nieuwe aanwinst van het kapsalon. Ex-militair en smoorverliefd op Cynthia. Hij is zeer onhandig en kinderachtig ingesteld, maar hij heeft alles over voor Cynthia. |
| Bart De Pauw     | Iwein               | Leider van Coromar, de beste quizploeg van het land. Hij deinst er niet voor terug om andere ploegen te intimideren. Hij is enorm zeker van zijn team en zichzelf en straalt dat ook uit. |
| Ben Segers       | Jean-Claude         | De rechterhand van Iwein. |

### Bijrollen
| Acteur                 | Personage                          | Aflevering                |
| ---------------------- | ---------------------------------- | ------------------------- |
| Alice Toen             | Simonne                            | 1, 2 en 5                 |
| Bernard Van Hecke      | Jurgen                             | 1                         |
| Berre Vandenbussche    | buurjongen Roger                   | 1                         |
| Bert Huysentruyt       | Eddy                               | 3, 8, 9 en 10             |
| Camilia Blereau        | Laurence                           | 4                         |
| Chris Van Espen        | Sollicitant                        | 4                         |
| Danny Moens            | Vriend van voorzitter voetbalploeg | 8                         |
| David Dermez           | Bankdirecteur                      | 3, 4 en 7                 |
| Eddy Faus              | Slager                             | 2                         |
| Filip Ceulemans        | Quizmaster                         | 9                         |
| Frederik Huys          | Drankleverancier                   | 3                         |
| Gert Lahousse          | Klant                              | 17                        |
| Gilda De Bal           | Mathilde                           | 3, 5, 6, 7 en 10          |
| Griet Boels            | Verpleegster                       | 4                         |
| Herman Van Molle       | Quizmaster                         | 10                        |
| Herwig Ilegems         | Stroper                            | 5                         |
| Ilse de Koe            | Iris Stevens                       | 3, 4, 8, 9 en 10          |
| Ingrid De Vos          | Directrice                         | 9 en 10                   |
| Ini Massez             | Voetbalsupporter                   | 3                         |
| Ivan Pecnik            | Willy                              | 1                         |
| Jaak Van Assche        | Arsène                             | 2 en 9                    |
| Jacques Vermeire       | Roepende man                       | 1                         |
| Jakob Beks             | Frans                              | 4                         |
| Jan Van Looveren       | Benny                              | 1, 3, 4, 8, 9 en 10       |
| Janne Desmet           | Echtgenote van Jurgen              | 1                         |
| Jonas Geirnaert        | Agent                              | 2                         |
| Jorre Vandenbussche    | buurjongen Roger                   | 9                         |
| Jos Geens              | Louis Sterckx                      | 1, 2, 3, 4, 5, 6, 7 en 10 |
| Joy Anna Thielemans    | Sofie Sterckx                      | 1, 2, 3, 4, 5, 6, 7 en 10 |
| Karel Vingerhoets      | Victor                             | 6 en 10                   |
| Karin Tanghe           | Mireille                           | 7 en 8                    |
| Katelijne Verbeke      | Schooldirectrice                   | 3 en 7                    |
| Koen Van Impe          | Stroper                            | 5                         |
| Leo Achten             | Oude man                           | 8                         |
| Lilian Keersmaekers    | Monique                            | 6                         |
| Lolita Oosterlynck     | Cloë Auwerckx                      | 1, 3, 6, 7 en 10          |
| Luc Caals              | Voorzitter voetbalploeg            | 8                         |
| Lukas Bogaerts         | Quizpresentator                    | 7                         |
| Marcel Van Brussel     | Lucien Auwerckx                    | 8 en 10                   |
| Marilou Mermans        | Lydia De Nert                      | 1, 2 en 3                 |
| Mark Rummens           | Quizpresentator                    | 4                         |
| Muriel Bats            | Manager interimbureau              | 4                         |
| Nyira Hens             | Billie                             | 4                         |
| Phuntsok Tashi         | Mister Takamaki                    | 1                         |
| Pierre Van Heddegem    | Reporter                           | 10                        |
| Robbe De Laet          | Joren Auwerckx                     | 3, 6, 7 en 10             |
| Robbe Langeraert       | Kenneth Auwerckx                   | 1, 3, 6, 7, 8, 9 en 10    |
| Robrecht Vanden Thoren | Wesley                             | 1                         |
| Rosa Vandervost        | jonge Mathilde                     | 5                         |
| Sam Bogaerts           | Rudy                               | 1                         |
| Sam Louwyck            | Manager callcenter                 | 1 en 4                    |
| Simon Van Buyten       | jonge Gabriël Hemelrijcks          | 3 en 5                    |
| Stef Smans             | Staf                               | 4 en 9                    |
| Stefaan Degand         | Budo                               | 4, 7, 8, 9 en 10          |
| Stefaan Van Brabandt   | Stefaan                            | 2 en 9                    |
| Steven Boen            | jonge Roger Sterckx                | 3 en 5                    |
| Steven Van Watermeulen | Patrick                            | 3 en 7                    |
| Sven De Ridder         | Chirurg                            | 7 en 8                    |
| Tiemen Van Haver       | jonge Louis                        | 5                         |
| Tigran Atanesian       | Griek                              | 4                         |
| Tuur De Weert          | Quizzer                            | 4                         |
| Vic De Wachter         | Raymond                            | 6                         |
| Walter Smits           | De Prins                           | 4                         |
| Warre Borgmans         | Uitvaartbegeleider                 | 3                         |
| Wouter De Laet         | Joren Auwerckx                     | 3, 6, 7 en 10             |

## Afleveringen
| Nr. | Titel                    | Kijkcijfers Eén | Kijkcijfers Live +6 Eén | Uitzenddatum PRIME Series | Uitzenddatum Eén |  |
| --- | ------------------------ | --------------- | ----------------------- | ------------------------- | ---------------- |  |
| 1 | Tafel 7                  | 1.309.946       | 1.523.029               | 29 april 2012             | 21 oktober 2012  |  |
| Nick is koerier bij een Japans restaurant. Op een dag levert hij eten af in een café waar een quiz start. Nick kan na aandringen vier andere personen in het café overtuigen om deel te nemen onder de ploegnaam Tafel 7. Ze winnen de quiz, maar omdat dit tijdens zijn werkuren was, wordt hij ontslagen door zijn werkgever. |                          |                 |                         |                           |                  |  |
| 2 | In de Naam der Weet      | 1.239.242       | 1.482.444               | 6 mei 2012                | 28 oktober 2012  |  |
| De lokale politie organiseert een quiz. Nick wil met Tafel 7 opnieuw deelnemen, maar Roger wil hier niet van weten. Uiteindelijk kan Nick hem toch overhalen. Op de quiz ontmoeten ze Coromar, de beste quizploeg van het land die de Superprestige won. Nick moest echter die avond ook het kapsalon van Simonneke, waar zijn vriendin Cynthia werkt, afsluiten. |                          |                 |                         |                           |                  |  |
| 3 | De Weetjesdief           | 1.183.135       | 1.386.012               | 13 mei 2012               | 4 november 2012  |  |
| Omdat Nick het kapsalon niet heeft afgesloten, is een haardroger in brand gevlogen waardoor het volledige pand afbrandt. Cynthia wil met Gwendy de zaak heropbouwen. Tafel 7 neemt deel aan de schoolquiz, maar Armand weet een gedeelte van de vragen te bemachtigen. |                          |                 |                         |                           |                  |  |
| 4 | De Prins en de Professor | 1.281.884       | 1.480.331               | 20 mei 2012               | 11 november 2012 |  |
| Nick, ondertussen telefonist in een callcenter, tracht Tafel 7 te overtuigen om deel te nemen aan de Superprestige. Omdat hij dit tijdens zijn werkuren doet, wordt hij ontslagen. In de voorronde van de Superprestige mag een ploeg uit zes personen bestaan, dus schakelt Lennon de hulp in van iemand die hij toevallig ontmoette en schijnbaar veel weet. Tijdens de quiz blijkt deze man hardhorig en luidsprekend te zijn. Armand heeft moeite om zijn alcoholverslaving te bedwingen. Coromar lacht Roger uit met een opmerking over "het paard van Parijs". |                          |                 |                         |                           |                  |  |
| 5 | Het Paard van Parijs     | 1.155.257       | 1.359.938               | 27 mei 2012               | 18 november 2012 |  |
| Cynthia heropent het kapsalon en neemt Tamara en Mario aan. Nick vindt op internet een fragment uit De IQ-Kwis waar Roger op een vraag "Het paard van Parijs" antwoordde in plaats van "Het paard van Troje". Roger verklaart dat hij destijds een zwangere vriendin had. Ze zouden het kind in Parijs laten aborteren. Toen tijdens De IQ-Kwis de vraag werd gesteld, wou Roger antwoorden met "Het paard van Paris" wat strikt genomen ook correct is. Op dat ogenblik merkte hij zijn vriendin op in de studio en dacht hij meteen aan de Franse hoofdstad Parijs en missprak zich. Nick maakt kennis met de charmante, maar mysterieuze Monica. |                          |                 |                         |                           |                  |  |
| 6 | Al Qaida                 | 1.282.452       | 1.466.121               | 3 juni 2012               | 25 november 2012 |  |
| Monica brengt Tafel 7 naar een "quizcoach", haar grootvader Raymond. Na heel wat testen vertelt de coach dat de groep in feite zeer sterk is omdat elk lid gespecialiseerd is in een bepaald vakgebied. Nick kan weetjes onthouden, Lennon is een muziekexpert, Luc weet alles over sport, Armand is een expert in geschiedenis en Roger heeft kennis van zowat alles. De ploeg heeft echter ook gebreken: Lennon kan niet lezen of schrijven en Armand kan hoe langer hoe minder van de drank blijven. Raymond zegt hierop tegen Nick om te overwegen Armand uit de groep te zetten. Cynthia heeft bijna geen klanten in haar kapsalon, dus gaat Gwendy op zoek naar een oplossing. Armand gaat in de fout tijdens de Rotary-quiz. |                          |                 |                         |                           |                  |  |
| 7 | Ovidius                  | 1.243.306       | 1.465.648               | 10 juni 2012              | 2 december 2012  |  |
| Armand wordt uit de ploeg gezet omwille van zijn alcoholverslaving. Cynthia vindt dat Nick te veel aandacht besteedt aan Monica en beraamt met Gwendy een plan. Mario betuigt zijn liefde aan Cynthia. Nick verneemt dat zijn black-outs een gevolg zijn van een hersentumor. |                          |                 |                         |                           |                  |  |
| 8 | Van de Kat en de Melk    | 1.344.318       | 1.535.627               | 17 juni 2012              | 9 december 2012  |  |
| Luc verneemt de waarheid over het feit waarom hij dagelijks onscherpe foto's moet ontwikkelen van een medewerkster uit het rusthuis waar zijn blinde vader verblijft. Hij nam de fotozaak van zijn vader uit emotionele en financiële overwegingen over, hoewel hij het beroep niet graag uitoefent. Luc komt in het rusthuis te weten wat de oorzaken zijn van Armands problemen: zijn achttienjarige zoon stierf enkele jaren geleden tijdens een vluchtmisdrijf en zijn vrouw heeft daarop een beroerte gehad en is nooit hersteld. Roger verneemt hetzelfde verhaal via een collega van Armand op het college, maar ook dat Armand zelf heeft beslist te stoppen met lesgeven: niet omwille van de alcoholverslaving, wel omdat hij in elke achttienjarige leerling zijn zoon zag. Coromar vraagt Roger om lid te worden van hun ploeg. Lennon wordt in de val gelokt door Benny. Monica brengt Nick in de problemen, waarop Mario en Budo beslissen Nick te achtervolgen. |                          |                 |                         |                           |                  |  |
| 9 | De Wraak van Coromar     | 1.204.359       | 1.444.430               | 24 juni 2012              | 16 december 2012 |  |
| Tafel 7 moet de volgende quiz winnen om in de Superprestige te geraken. Monica vertelt aan Cynthia dat Nick haar bedrogen heeft. Lennon krijgt verschillende opdrachten van Benny, waardoor hij de quiz dreigt te missen. Met de hulp van Iris en de anderen kan hij toch vertrekken. Tot Nick zijn ontzetting speelt Armand mee met Coromar, maar daardoor kan Armand Tafel 7 laten winnen. Roger vraagt Armand of hij met Tafel 7 wil deelnemen aan de Superprestige. |                          |                 |                         |                           |                  |  |
| 10 | De Retorische vraag      | 1.299.825       | 1.509.833               | 1 juli 2012               | 23 december 2012 |  |
| Nick wordt door Cynthia het huis uitgezet wegens zijn bedrog met Monica. Mario zoekt Monica op om Nick en Cynthia terug samen te krijgen. Tafel 7 is terug voltallig met zijn originele leden. Ze nemen deel aan de Superprestige waar Coromar hun grootste tegenstander is. |                          |                 |                         |                           |                  |  |

## Muziek
De soundtrack en de muziek voor Quiz Me Quick werd gecomponeerd door gitarist en componist Aram Van Ballaert.

## Trivia
- In de reeks wordt enkele keren een zogenaamd archieffragment uit De IQ-Kwis getoond, waar een van de personages, Roger Sterckx, in 1985 aan zou hebben deelgenomen. Hij antwoordde toen "het paard van Parijs", terwijl het antwoord "het paard van Troje" moest zijn. Later in de reeks wordt ook duidelijk waarom hij dit zei. Toen Quiz Me Quick in 2012 voor het eerst op tv werd uitgezonden gingen veel kijkers op zoek naar het bewuste fragment. Enkele dagen later communiceerde VRT via enkele mediakanalen dat het fragment niet bestond en nagespeeld was door de acteurs in combinatie met echte archiefbeelden van De IQ-Kwis.[2] Sindsdien is "Het paard van Parijs" ook een populaire naam voor quizploegen geworden in Vlaanderen.[bron?]
- In de reeks wordt ook verwezen naar eerdere producties van Bart De Pauw. Bijvoorbeeld naar Buiten de zone wanneer een klusjesman in het kapsalon aan te werk is blijkt dit Franske te zijn getypeerd door zijn bekende uitspraak Ja, 'allo, als ge dat allemaal kunt!. Ook wordt er verwezen naar De Mol, wanneer Monica vraagjes stelt aan Nick: De denker van Rodin, zat die met zijn hand op zijn hoofd of op zijn kin?, een vraag die de Mol in het programma fout beantwoordde om zijn team te misleiden.